# Juni Arnekleiv
Juni Arnekleiv (17 febbraio 1999) è una biatleta norvegese.

## Biografia
Attiva dalla stagione 2017-2018, ai Mondiali juniores la Arnekleiv ha vinto la medaglia di bronzo nella staffetta a Lenzerheide 2020 e nella sprint a Obertilliach 2021. Ha esordito in Coppa del Mondo il 12 gennaio 2022 a Ruhpolding in sprint (99ª) e ai Campionati mondiali a Oberhof 2023, dove si è classificata 12ª nella sprint, 13ª nell'inseguimento, 28ª nella partenza in linea e 79ª nell'individuale; l'11 marzo dello stesso anno ha ottenuto la prima vittoria, nonché primo podio, in Coppa del Mondo, a Östersund in staffetta; ai Mondiali di Nové Město na Moravě 2024 si è piazzata 14ª nella sprint, 11ª nell'inseguimento, 29ª nell'individuale, 13ª nella partenza in linea e 10ª nella staffetta. Non ha preso parte a rassegne olimpiche.

## Palmarès

### Mondiali juniores
- 2 medaglie:
  - 2 bronzi (staffetta a Lenzerheide 2020; sprint a Obertilliach 2021)

### Coppa del Mondo
- Miglior piazzamento in classifica generale: 13ª nel 2024
- 12 podi (2 individuali, 10 a squadre):
  - 6 vittorie (a squadre)
  - 3 secondi posti (a squadre)
  - 3 terzi posti (2 individuali, 1 a squadre)

#### Coppa del Mondo - vittorie
| Data             | Località          | Nazione     | Specialità                                                                                 |
| ---------------- | ----------------- | ----------- | ------------------------------------------------------------------------------------------ |
| 11 marzo 2023    | Östersund         | Svezia      | RL (con Ida Lien, Ingrid Landmark Tandrevold e Marte Olsbu Røiseland)                      |
| 29 novembre 2023 | Östersund         | Svezia      | RL (con Marthe Kråkstad Johansen, Karoline Offigstad Knotten e Ingrid Landmark Tandrevold) |
| 10 dicembre 2023 | Hochfilzen        | Austria     | RL (con Marit Ishol Skogan, Karoline Offigstad Knotten e Ingrid Landmark Tandrevold)       |
| 20 gennaio 2024  | Anterselva        | Italia      | MX (con Karoline Offigstad Knotten, Tarjei Bø e Johannes Thingnes Bø)                      |
| 3 marzo 2024     | Oslo Holmenkollen | Norvegia    | SMX (con Vetle Sjåstad Christiansen)                                                       |
| 9 marzo 2024     | Soldier Hollow    | Stati Uniti | RL (con Ida Lien, Karoline Offigstad Knotten e Ingrid Landmark Tandrevold)                 |

Legenda:

RL = staffetta

MX = staffetta mista

SMX = staffetta mista individuale